# Кузмин, Константин Иванович
Константин Иванович Кузмин (в некоторых источниках Кузьмин; 1886 — убит 22 марта 1918) — полковник императорской армии, участник Первой мировой войны. Зять генерал-лейтенанта императорской армии Николая Николаевича Воропанова и отец известного советского и российского альпиниста Кирилла Константиновича Кузьмина.

## Биография
Родился в 1886 году  в дворянской семье, православного вероисповедания. По состоянию на 1 января 1909 года находился в звании  подпоручика лейб-гвардии Преображенского полка. Участвовал в Первой мировой войне. По состоянию на октябрь 1914 года находился в чине штабс-капитана. С 19 октября 1915 года капитан. Был командиром роты. Полковник Российской императорской армии с декабря 1916 года. Был командиром 4-го батальона лейб-гвардии Преображенского полка.
5 сентября 1917 года у Кузмина родился сын. Вскоре после рождения сына Константин Кузмин переехал в родовое имение своего тестя. 22 марта 1918 года село подверглось нападению местной банды в результате которого Константин Кузмин был убит вместе с тестем Николаем Николаевичем Воропановым и тещей в их родовом имении Куриловка. Также существует ошибочная версия о том что они были убиты большевиками. Однако именно большевики освободили имение и спасли жену и полугодовалого сына Кузьмина, которые спрятались в подвале.

## Семья
- Жена— Ольга Николаевна Воропанова (в замужестве Кузьмина) — дочь генерала-лейтенанта императорской армии Николая Николаевича Воропаннова. Выпускница Смоленского института благородных девиц. Чудом спаслась от гибели спрятавшись вместе с сыном в подвале. После приход а к власти большевиков, жила в коммунальной квартире и работала в сельском совете. Скончалась в 1938 году в Москве, в это время её сын в это время был на сборах в горах[4].
  - Сын — Кирилл Константинович Кузьмин (18 сентября 1917 — 17 июня 1995) — советский и российский альпинист и гидроэнергетик, заслуженный мастер спорта СССР (1954), заслуженный тренер СССР (1961), шестикратный чемпион СССР по альпинизму, почётный энергетик СССР[4]

## Награды
- Орден Святой Анны III степени с мечами и бантом (28 октября 1914)[1];
- Орден Святого Станислава III степени (неизвестно)[1].